# 文阳郡
文陽郡，《新唐書》作文杨郡，中国唐朝时设置的郡。
唐玄宗天宝元年（742年），改长州置文陽郡。治所在文陽县（今越南太平省武舒縣鴻里）。下辖文陽县、長山县（今越南海阳省寧江）、銅蔡县（今越南太平省太平市）、其常县（今越南南定省南直）。唐肃宗乾元元年（758年）复改为长州。